# Zele
Zele ist eine belgische Gemeinde in der Region Flandern. Sie liegt in der Provinz Ostflandern und gehört zum Arrondissement Dendermonde.
Lokeren liegt 5 Kilometer nordwestlich, Dendermonde 6 km südöstlich, Gent 22 km westlich, Antwerpen 30 km nordöstlich und Brüssel 34 km südöstlich.
Die nächsten Autobahnabfahrt befindet sich nördlich bei Lokeren an der A14/E17. Zele besitzt einen Regionalbahnhof an der Strecke Lokeren-Dendermonde. In beiden Städten befinden sich auch weitere Bahnstationen mit Halt von Regionalzügen. In Gent und Brüssel halten auch überregionale Schnellzüge. Bei Antwerpen befindet sich ein Regionalflughafen und nahe der Hauptstadt Brüssel gibt es den internationalen Flughafen Zaventem
Seit 2010 wird eine Gemeindepartnerschaft mit Cham (Deutschland) geführt.

## Söhne und Töchter der Gemeinde
- Pieter de Decker (1812–1891), Staatsmann und belgischer Premierminister
- Kamiel Buysse (1934–2020), Radrennfahrer
- Aimé Van Avermaet (1935–2009), Radrennfahrer
- François Caethoven (* 1953), Radrennfahrer
- Dirk Heirweg (* 1955), Radrennfahrer
- Hendrik Caethoven (* 1956), Radrennfahrer
- William Tackaert (* 1956), Radrennfahrer
- Filip De Wilde (* 1964), Fußballtorhüter

## Weblinks

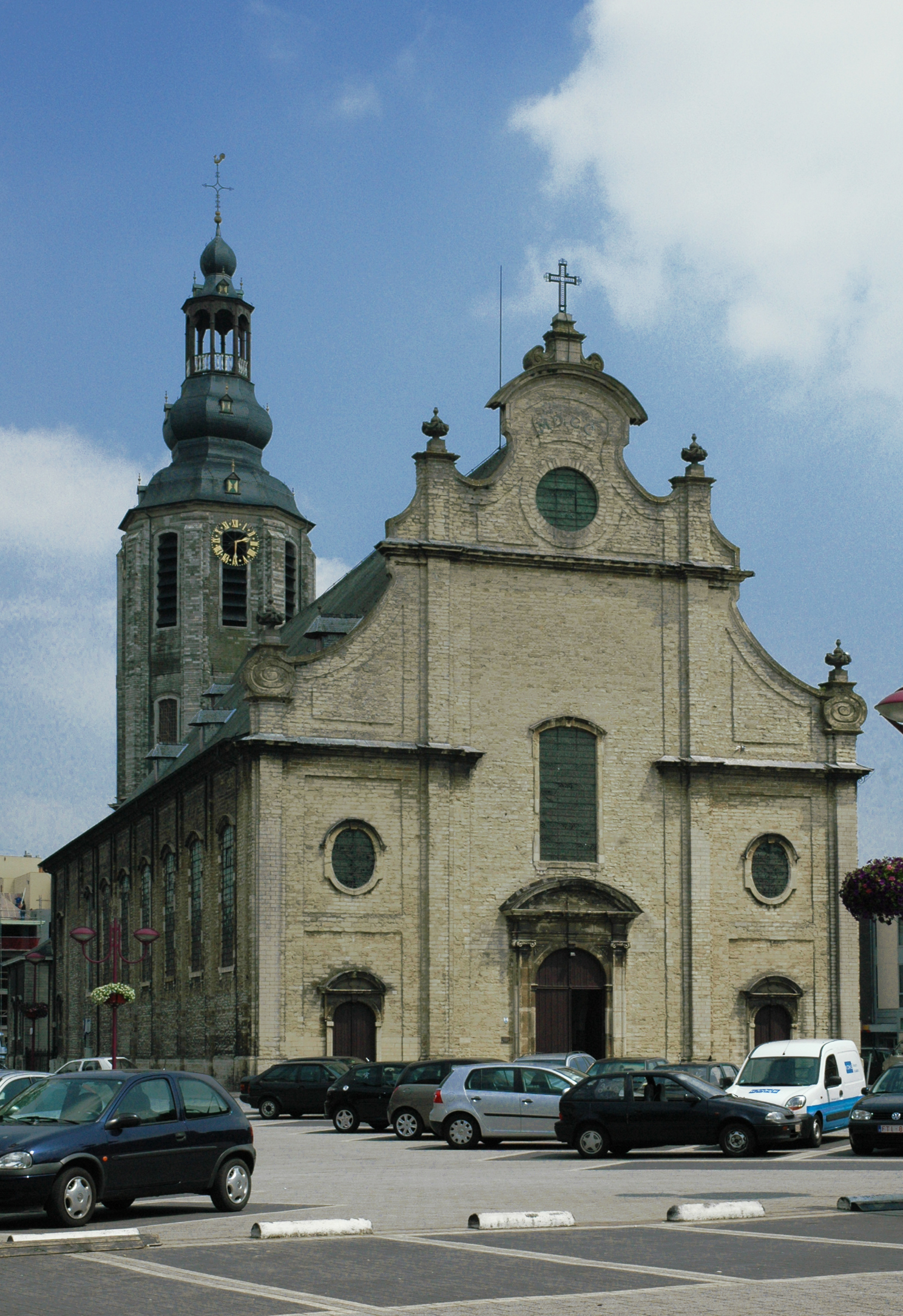
Die Sint-Ludgeruskerk in Zele